# Parco provinciale Garibaldi
Il parco provinciale Garibaldi è un parco di area naturale protetta situato Columbia Britannica, in Canada a circa 70 chilometri a nord di Vancouver. È situato a est dell'autostrada 99 e tra Squamish e Whistler. Fu fondato il 1º gennaio 1927 e copre un territorio di più di 1 946,5 km². Il parco prese nome in onore del politico Giuseppe Garibaldi

## Regione
Il parco possiede parecchie montagne scoscese e frastagliate, molte delle quali hanno la cima ricoperta di ghiacciai. La parte sud del parco contiene il monte Garibaldi e la cintura vulcanica Garibaldi. Vi si possono osservare numerosi grandi quantità di duglasie, di cedri rossi occidentali, di tsughe occidentali, praterie alpine e molte regioni alpine rocciose. La cima più alta è quella di Wedge Mountain a 2 892 di altitudine.

## Accessibilità
Ci sono cinque entrate nel parco, ciascuna situata lungo l'autostrada 99. Ciascuna di quest'entrate dà accesso a piste escursionistiche con opportunità di campeggio. Il lago Garibaldi e la regione Diamond Head sono aperti anche durante l'inverno per coloro che praticano il fuoripista. Tutti i campeggi funzionano sul principio del primo arrivato, primo servito.
Diamond Head
Questa entrata, la più a sud, procura l'accesso alla regione a sud del monte Garibaldi. Vi si possono praticare attività come l'escursionismo e lo sci. Une capanna per cucinare e un sito per il campeggio esclusivamente per l'inverno si trovano presso i Red Heather Meadows a circa 5 chilometri dallo stazionamento. Un rifugio e un sito per il campeggio sono situati anche a 12 chilometri dall'ubicaziond dei laghi Elfin.
Black Tusk/Garibaldi Lake
La seconda entrata è situata approssimativamente a metà strada tra Squamish e Whistler. Sentieri escursionistici danno accesso al lago Garibaldi, a Black Tusk e a una cresta chiamata Panorama Ridge. Una pista va anche fino alla regione del lago Cheakamus che è situato più a nord.
Cheakamus Lake
Questa entrata, situato sa su di Whistler, dà accesso al lago Cheakamus. Vi si trovano due siti per il campeggio a qualche chilometro dallo stazionamento.
Singing Pass
Il Singing Pass, o passo cantante, è una regione situata ad est della montagna di Whistler. Alla regione si può accedere mediante una pista che segue Fitzsimmons Creek, situato tra la montagna di Whistler e il picco Blackcomb. Simouò accedere a questa regione mediante una pista alpina che passa per la cima del monte Whistler. È permesso campeggiare a Russet Lake.
Wedgemount Lake
L'entrata più a nord si fa mediante una strada di servizio forestale che non è più in servizio. La strada non è manutenuta e i veicoli 4x4 sono dunque suggeriti. Si accede a questo lago mediante un sentiero escursionistico. È permesso campeggiare intorno a questo.

## Galleria d'immagini

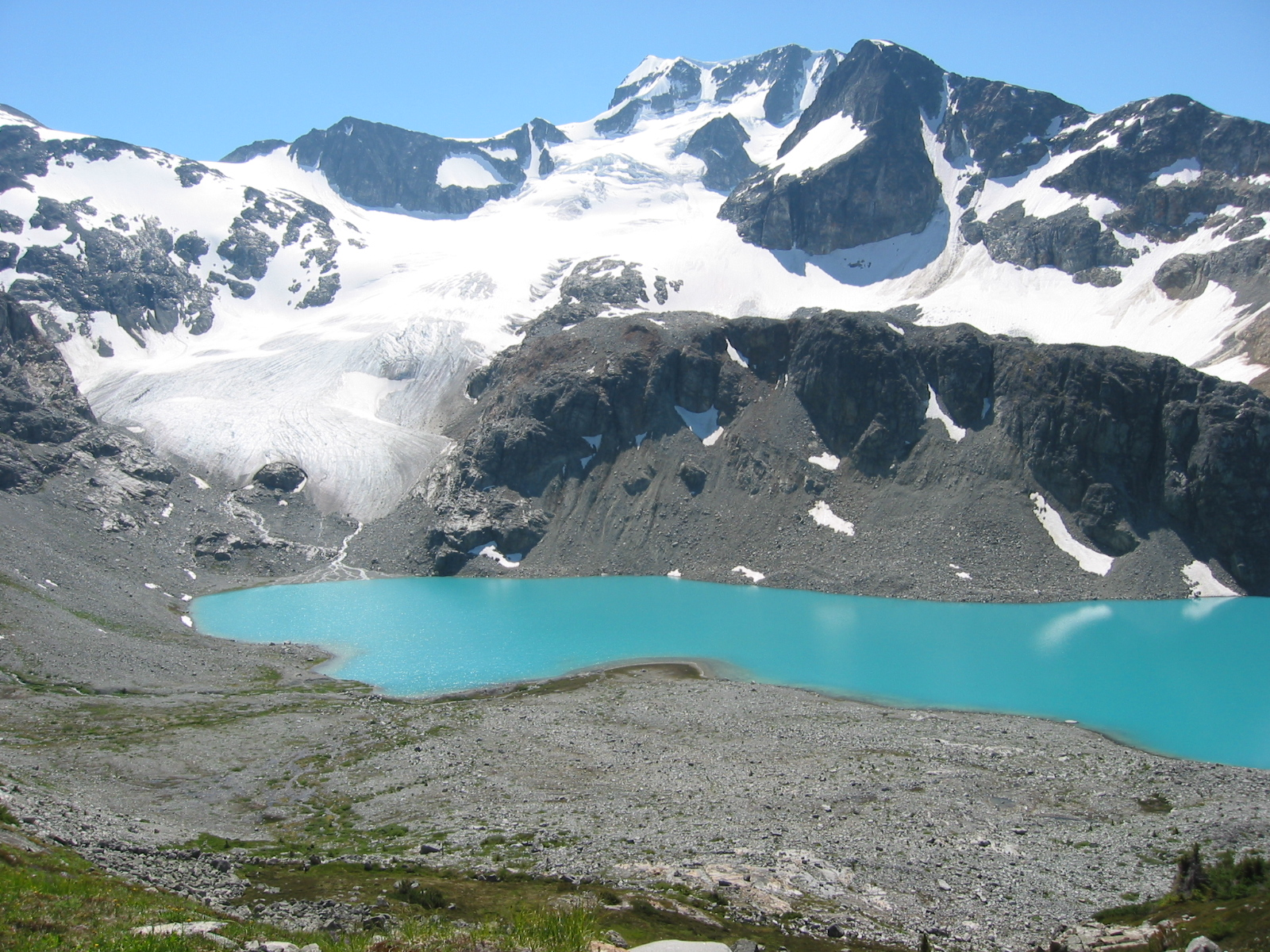
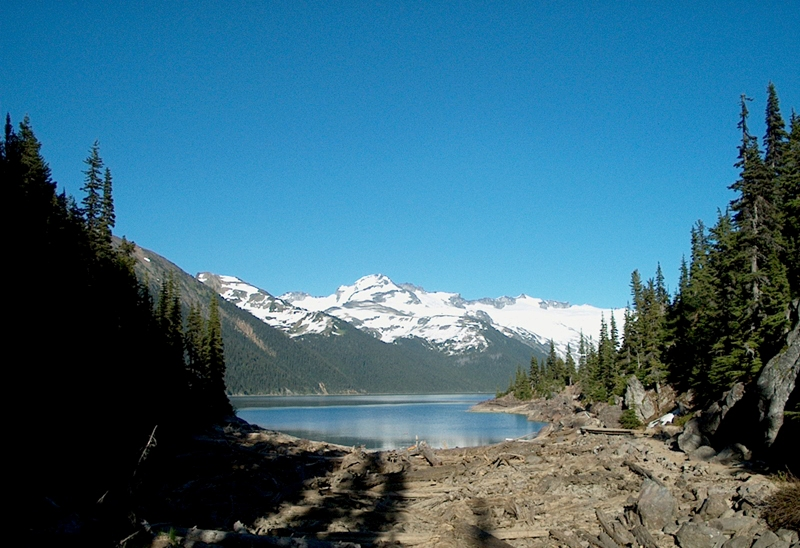
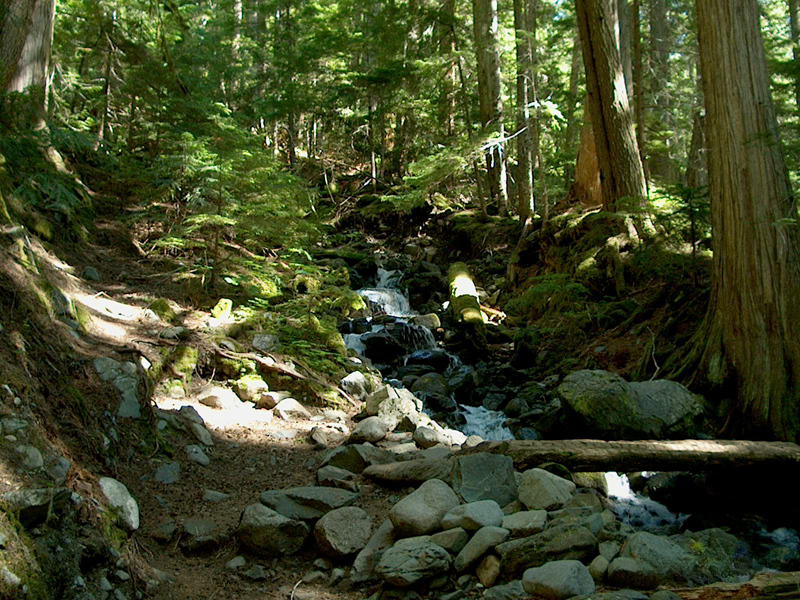
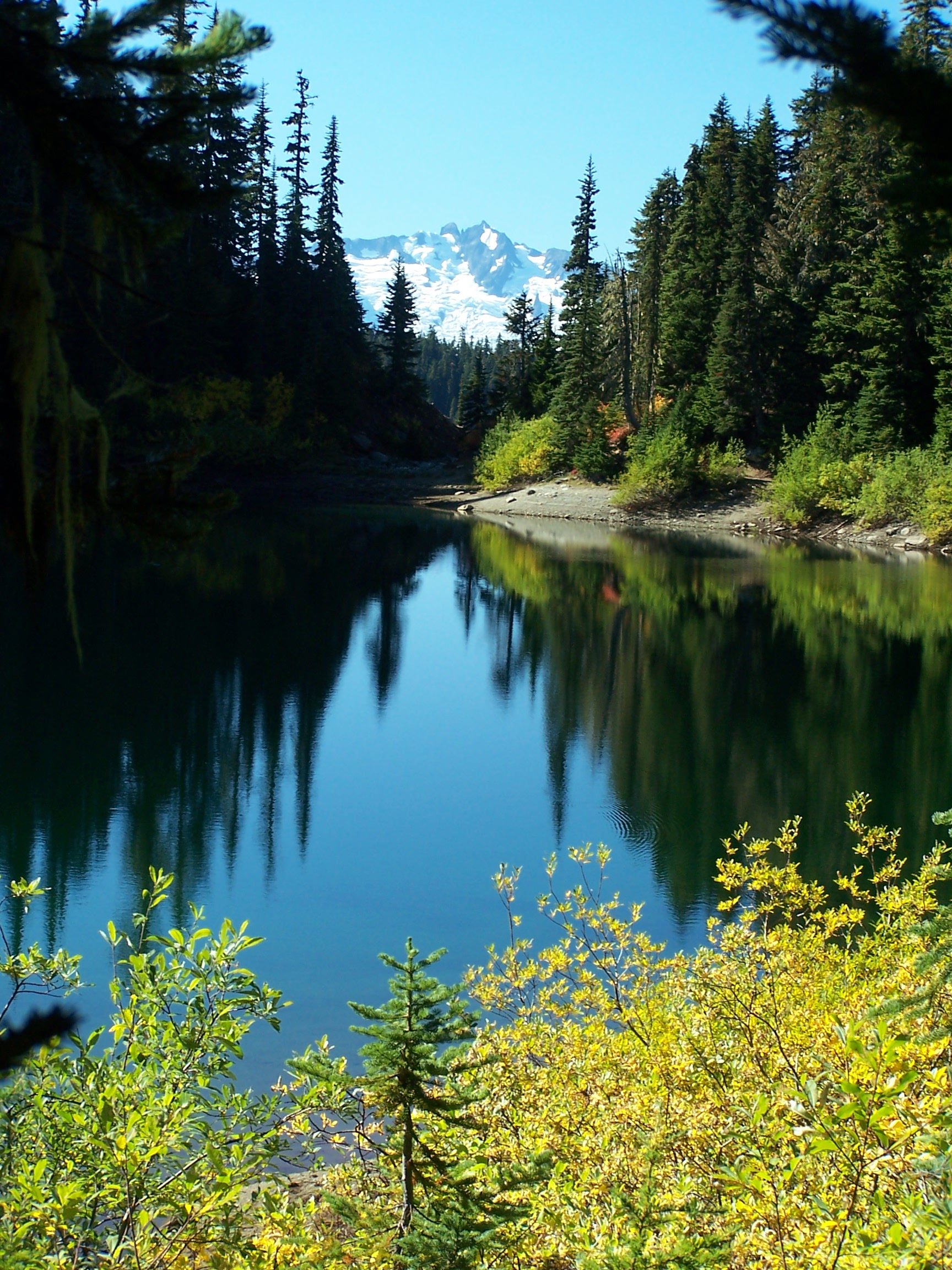
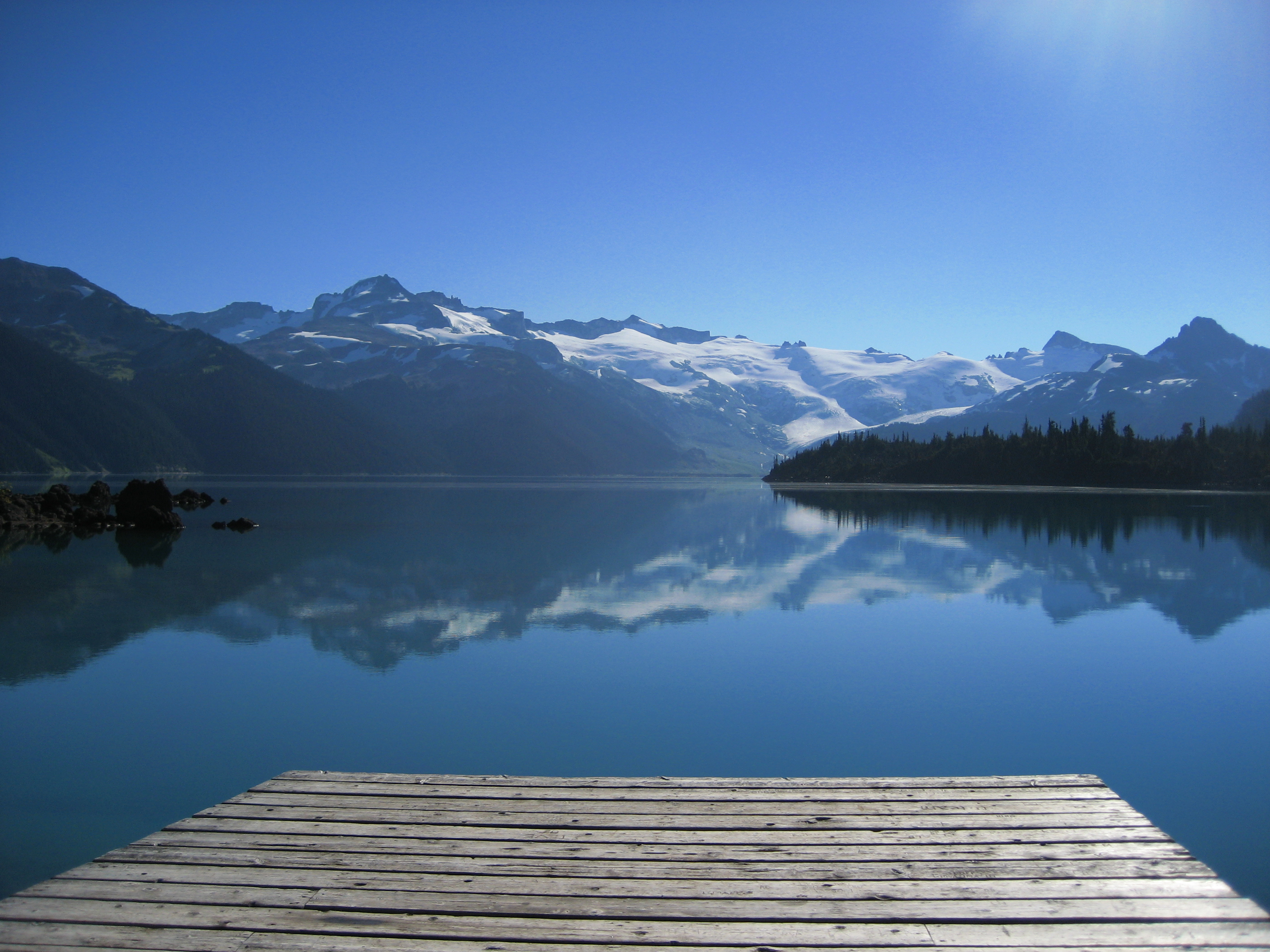
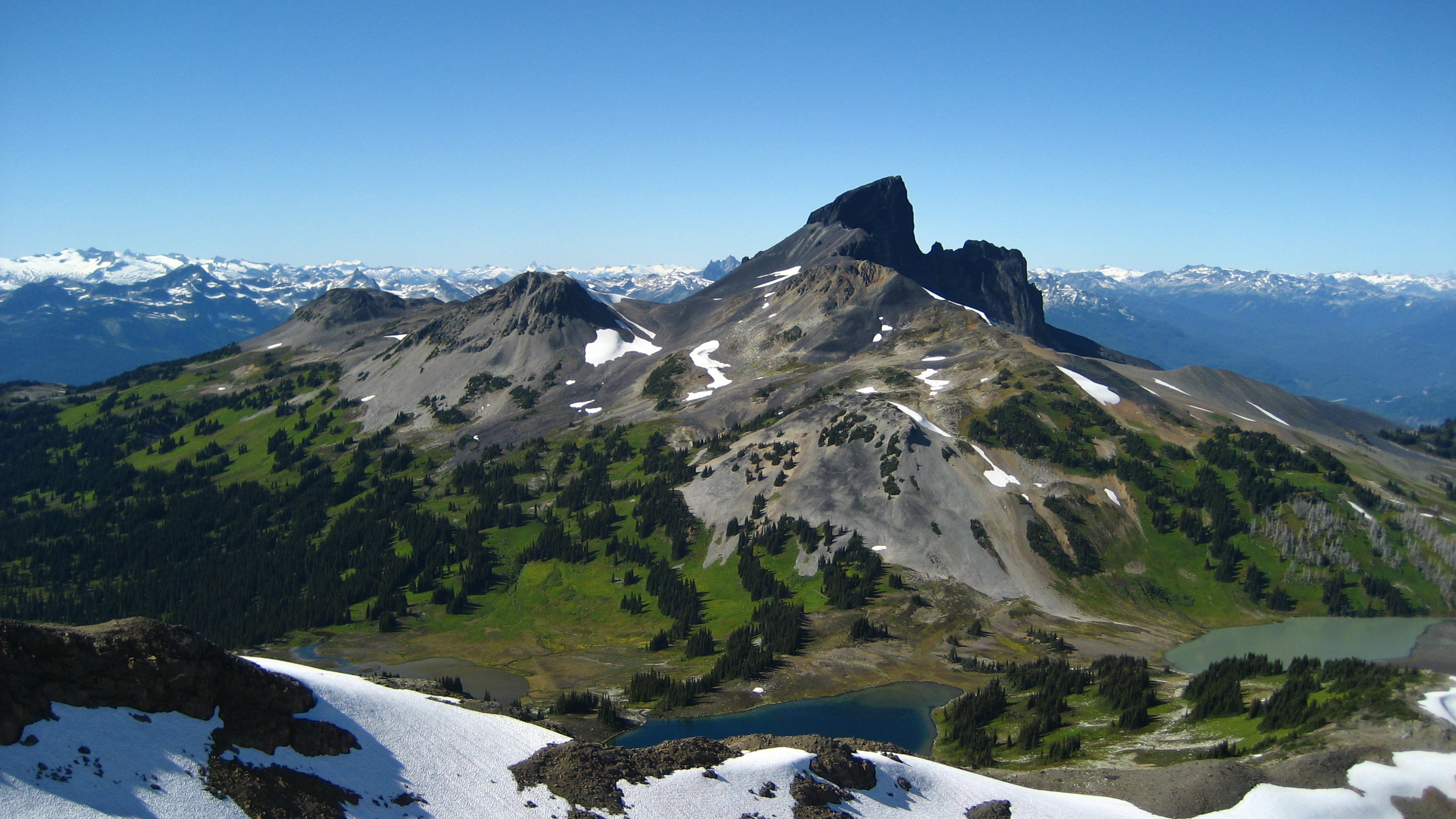
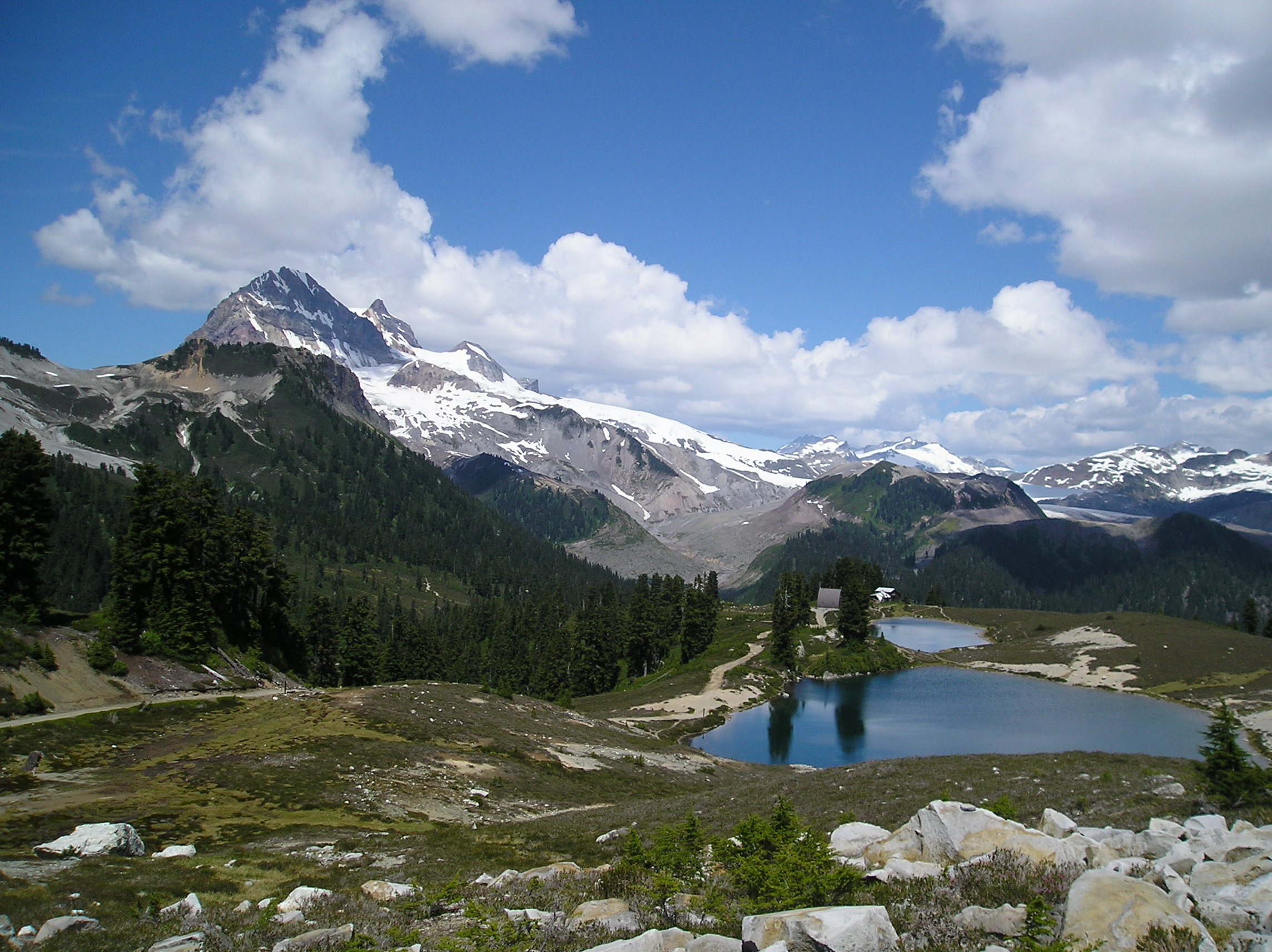
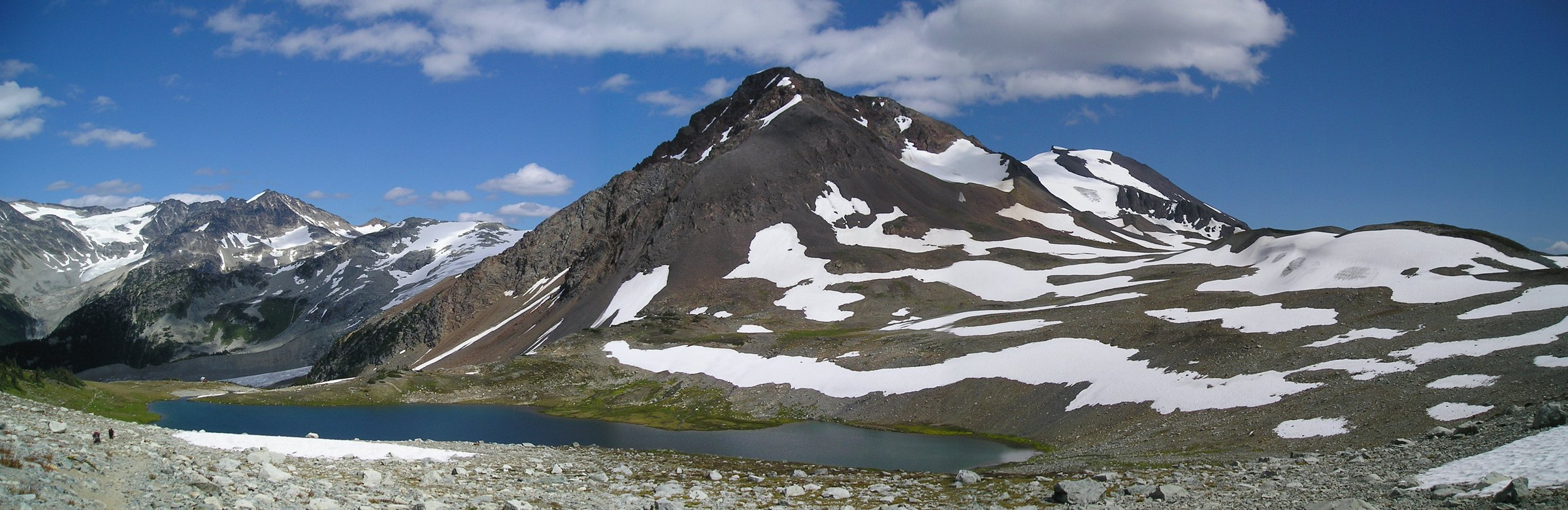